# Namorando ou Não
Namorando ou Não é uma canção da dupla sertaneja brasileira Clayton & Romário em parceria com o cantor Luan Santana, lançado em 10 de março de 2023, sendo o terceiro e último single do quinto álbum ao vivo No Mineirão. De autoria de Philipe Pancadinha, Renato Sousa e Junior Gomes, Namorando ou Não narra um amor que chegou ao fim.

## Antecedentes e gravação
Namorando ou Não foi gravada em outubro de 2022 em um show no Mineirão, em Belo Horizonte, com a participação especial de Luan Santana. Desse projeto também saiu os singles anteriores O Grau Bateu e Que Faculdade Cê Faz?, ambos lançados em 2023. O single é o sucessor do primeiro EP do projeto lançado em fevereiro de 2023.

## Lançamento
“O lançamento dessa canção é muito importante para nós, porque é com a participação pra lá de especial de um cara que nós e todo o meio sertanejo tem como referência. Luan é um cara super talentoso e dedicado, e nós nos sentimos muito honrados com sua presença na gravação desse projeto, que é o mais importante da nossa carreira até aqui.”
O single foi lançado em 10 de março de 2023 e, segundo Romário, "tem tudo a ver com Clayton & Romário e também com Luan Santana".

## Repercussão
Três semanas após o lançamento, Namorando ou Não ficou na 20ª posição entre as 50 mais tocadas no Spotify Brasil e o vídeo dela somava 19,4 milhões de visualizações no YouTube duas semanas após a estreia. Para celebrar o sucesso, Clayton & Romário foram entrevistados pelo G1, na festa de lançamento do Ribeirão Rodeo Music 2023, em Ribeirão Preto, e disseram o seguinte:
"Foi uma surpresa. Em muito pouco tempo foram todas essas visualizações, todos esses streams. A gente está muito feliz com tudo que vem acontecendo com todas as faixas desse DVD e essa eu acho que veio para coroar tudo que a gente vem plantando de muito tempo. Eu tenho certeza que a galera abraçou", diz Clayton.
“O que a gente sempre sonhou está acontecendo, que é fazer parte da vida das pessoas com a música. Com a ‘Namorando ou Não’, graças a Deus, não está sendo diferente. A gente está conseguindo alcançar um público maior ainda, que às vezes não conhecia o Clayton e Romário e que está passando a conhecer agora. A ‘Namorando ou Não’ está sendo muito especial, vai ficar eternamente gravada na nossa vida e espero que na vida de muita gente." - Romário
Namorando ou Não ficou 1 semana em 1º lugar nas tabelas da Crowley Charts e em 14º lugar no Top 200 do Spotify.

## Desempenho comercial
| Tabela musical                    | Melhor posição |
| --------------------------------- | -------------- |
| Crowley Charts (Top 100 Brasil)   | 1              |
| ConnectMix (Ranking Anual 2023)   | 14             |
| Spotify (Top 200 Brasil)          | 14             |
| Apple Music (Top Brazilian Songs) | 60             |